# Halichoeres brownfieldi
Espèce
Statut de conservation UICN

 LC  : Préoccupation mineure
Halichoeres brownfieldi est un petit poisson osseux de la famille des Labridae.

## Aire de répartition
Cette espèce est endémique à l'Australie occidentale.

## Description et habitat
Elle peut être trouvée sur les récifs coralliens et les zones environnantes à des profondeurs de la surface à 30 m. Il peut atteindre une longueur totale de 15 cm.

## Statut de conservation
L'espèce ne fait face à aucune menace importante au-delà de la collecte occasionnelle pour des aquariums.